# Santisteban del Puerto
Santisteban del Puerto és un municipi de la província de Jaén. El 2005 la seva població era de 4.840 habitants INE.

## Patrimoni
Un dels principals exponents del patrimoni cultural de Santisteban són les petjades de dinosaures del període Triàsic, trobades en el jaciment de Erillas Blancas. També hi ha 3 esglésies, entre les quals destaca l'església de Santa Maria, de cap al segle xii

## Economia
El poble depèn sobretot del cultiu de les oliveres. Aquesta activitat està organitzada en diveres cooperatives que es dediquen a recollir les olives per a fer fonamentalment oli. Aquesta activitat és solament estacional i la resta de l'any han de dedicar-se a altres activitats com la construcció o la ramaderia.

## Turisme
En estiu arriben molts visitants, sobretot gent que vivia al poble i torna en vacances, fet que incrementa prou la població en estiu. També hi ha cases rurals, ja que és un destí turístic interessant, tant pel seu patrimoni com per la proximitat amb el Parc Nacional de Cazorla.

## Personatges Il·lustres
- Diego de Benavides y de la Cueva, militar i diplomàtic, Virrei del Perú.
- Esteban Gabriel Merino, cardenal.
- Jacinto Higueras, escultor.
- Juan Pérez de Moya, matemàtic i mitògraf.